# أبيرناثيت
الأبيرناثيت بالإنجليزية (Abernathyite) هو معدن يحمل الصيغة K(UO2)(AsO4)·3H2O.، وقد سُمي المعدن على اسم جيس إيفريت أبيرناثي (1913–1963) الذي يُعد أول من لاحظه عام 1953 في ولاية يوتا بالولايات المتحدة. وقد تم وصفه على أنه معدن جديد عام 1956، وهو معدن أصفر اللون ويوجد على هيئة بلورات صغيرة.

## الوصف
الأبيرناثيت معدن أصفر شفاف يوجد على هيئة بلورات مسطحة يصل طولها إلى 3 مليمتر (0.12 in). وهذا المعدن له انفلاق بلوري مثالي واحد على {001}. ويتألق الأبيرناثيت باللونين الأصفر-الأخضر في الأشعة فوق البنفسجية ذات الموجة الطويلة والموجة القصيرة. وبسبب احتوائه على اليورانيوم، يُعد هذا المعدن معدنًا مشعًا.

## وجود المعدن وتشكيله
يتشكل الأبيرناثيت كطبقة على كسور الحجر الرملي الأسفلتي المحتوي على رواسب اليورانيوم. ويوجد المعدن مع معادن هاينريكايت وسكورودايت وزيونرايت. ويُعرف معدن الأبيرناثيت في فرنسا وألمانيا وبولندا وجنوب أفريقيا والولايات المتحدة.

## البنية والصيغة
عندما تم وصفه لأول مرة عام 1956، تم تحديد صيغته بـ K(UO2)(AsO4);4H2O. ومع ذلك، لم يكن متوفرًا إلا حوالي 25 ميلليجرامًا من المعدن لتحليله، لذلك تم اتخاذ عدد من الاحتياطات عن طريق إجراء تحليلات مكررة واستخدام مخاليط اصطناعية. وفي عام 1964، حددت المزيد من الدراسات التناقضات بين خرائط طرح الكثافة الإلكترونية والأدلة الكيميائية أن معدن الأبيرناثيت يحتوي على البوتاسيوم. وهو ما قاد الكتاب إلى تعديل الصيغة الكيميائية لتصبح K(UO2)(AsO4)·3H2O.
ويتبلور الأبيرناثيت في نظام بلوري رباعي.

## معلومات تاريخية
كان جيس أبيرناثي يعمل مشغلاً لمنجم فيومرول في مقاطعة إميري، يوتا. وفي صيف 1953، لاحظ بلورات صفراء تغطي الحجر الرملي في المنجم والذي اعتقد أنه قد يكون اكتشافًا معدنيًا هامًا. وتم إرسال العينات إلى جراند جانكشن، كولورادو، لدراستها بواسطة اختصاصي المعادن أي بي جروس في هيئة الطاقة الذرية بالولايات المتحدة (AEC)، ولكنه لم يتمكن من مقارنة الخصائص البصرية للمعدن مع أي نوع آخر من الأنواع المعروفة، لذلك أرسل العينات إلى العاصمة واشنطن حيث توجد المرافق المناسبة لإجراء مزيد من الفحص للمعدن. وقد درس اختصاصيا المعادن إيه دي ويكس وإم أي طومسون من الماسح الجيولوجي الأمريكي هذا المعدن نيابة عن قسم المواد الخام بهيئة الطاقة الذرية.
وقد تم وصف الأبيرناثيت في مجلة أمريكان مينرولوجست (American Mineralogist) عام 1956. وقد تمت تسمية المعدن باسم أبيرناثيت تكريمًا لمكتشفه جيس أبيرناثي. وتوجد أنواع العينات في المتحف الوطني للتاريخ الطبيعي في العاصمة واشنطن.